# Spongipellis africana
Spongipellis africana är en svampart som beskrevs av Ipulet & Ryvarden 2005. Spongipellis africana ingår i släktet Spongipellis och familjen Polyporaceae.   Inga underarter finns listade i Catalogue of Life.